# حصار أكسفورد 1142
حدث حصار أكسفورد (بالانجليزية: Siege of Oxford) أثناء فترة الحرب اللاسلطوية - وهي فترة من الحرب الأهلية جرت بعد وفاة هنري الأول ملك إنجلترا دون وريث - في عام 1142. شُنّت هذه الحرب بين ابن أخيه ستيفن ملك أنجلترا، وابنته الإمبراطورة ماتيلدا (أو مود) التي كان قد تم طردها من قصرها في وستمنستر لذا اختارت مدينة أكسفورد مقرًا جديدًا لها. أصبحت أكسفورد حينها عاصمة إقليمية هامة إلى حدّ كبير. اشتُهرت هذه المدينة بحصانتها الجيدة بالنظر إلى الأنهار والجدران التي توفر لها الحماية، وتميزت أيضًا بأهميتها الاستراتيجية إذ كانت تقع على تقاطع طرق بين شمال وجنوب شرق وغرب إنجلترا، بالإضافة إلى قربها من مدينة لندن.
حتى ذلك الوقت كانت الحرب الأهلية في أوجها، ومع ذلك لم يتمكن أي من الطرفين من التفوق على الآخر: فقد عانى كلاهما من تقلبات في المصير في السنوات القليلة الماضية، ما جعلهما يتقدمان بالتناوب أمام بعضهما. على سبيل المثال، تم القبض على الملك ستيفن من قِبَل جيش ماتيلدا في عام 1141، لكن في وقت لاحق من العام ذاته، تم القبض على الأخ غير الشقيق لماتيلدا والقائد العسكري روبرت إيرل غلوستر الأول من قِبَل جيش الملك ستيفن. وبالمثل، لُقبت ماتيلدا باسم «سيدة الإنجليز»، لكنها غادرت لندن بعد ذلك بوقت قصير.
اعتقد الملك ستيفن أن كل ما يتطلبه الأمر للفوز بالحرب بشكل حاسم هو القبض على ماتيلدا نفسها؛ ورأى أن هروبها إلى أكسفورد يوفر له مثل هذه الفرصة. بعد أن جمع جيشًا كبيرًا في الشمال، عاد جنوبًا وهاجم ويرهام في دورست؛ كانت هذه المدينة الساحلية مهمة لأسرة الأنجويين لأنها وفرت واحدة من الروابط المباشرة القليلة للقارة التي يسيطرون عليها. شنّ الملك ستيفن هجومه واستولى على المزيد من البلدات أثناء عودته إلى وادي التمز، وسرعان ما أصبحت القاعدة الهامة والوحيدة التي كانت تملكها ماتيلدا خارج الجنوب الغربي - باستثناء أكسفورد نفسها - تابعة لقلعة والينغفورد تحت سيطرة حليفها المقرّب براين فيتز كونت.
اقترب جيش ستيفن من أكسفورد في أواخر سبتمبر 1142، ووفقًا للروايات المعاصرة، فقد سبح بجيشه عبر الأنهار والممرات المائية التي منعت الاقتراب من المدينة. أخذت قوة ماتيلدا الصغيرة على حين غرة. أولئك الذين لم يتم قتلهم أو أسرهم انسحبوا عائدين إلى القلعة؛ سيطر الملك ستيفن على المدينة، ما حماه من الهجوم المضاد. كان الملك يعلم أنه من غير المرجح أن يكون قادرًا على الاستيلاء على القلعة بالقوة - على الرغم من أن ذلك لم يمنعه من استخدام أحدث أساليب الحصار. كان يعلم أيضًا أنه سيضطر إلى الانتظار مطولًا قبل أن تتضور ماتيلدا جوعًا. لكن بعد ما يقرب من ثلاثة أشهر من الحصار، أصبحت ظروف قوات الحامية أليمة لذا وضعوا خطة لمساعدة الإمبراطورة على الهروب من بين يدي الملك ستيفن. في إحدى ليالي ديسمبر، تسللت ماتيلدا من باب خلفي- أو، بشكل أكثر رومانسية، تأرجحت على حبل من برج سانت جورج - مرتدية ملابس بيضاء كتمويه في ظل الظروف الثلجية ومرت بنجاح عبر خطوط ستيفن. هربت ماتيلدا إلى قلعة والينغفورد ثم إلى أبينغدون، حيث استقرت بأمان؛ استسلمت قلعة أكسفورد للملك ستيفن في اليوم التالي، واستمرت الحرب مع البدء بحرب استنزاف على مدى السنوات ال 11 التالية.

## الخلفية
توفي هنري الأول ملك إنجلترا بدون وريث يُذكر في عام 1135، ما أدى إلى نشوب حرب خلافة. توفي ابنه الشرعي الوحيد ووريثه، ويليام أديلين، على إثر غرق السفينة البيضاء عام 1120. رغِبَ هنري لابنته الإمبراطورة ماتيلدا أن تخلفه، لكن حقوق خط الخلافة للإناث لم تكن محددة في ذلك الوقت - في الواقع، لم يكن هناك خلافة بلا منازع للتراث الأنجلو-نورماني خلال الستين عامًا الماضية. عند وفاة الملك هنري في عام 1135، استولى ابن أخيه ستيفن ملك إنجلترا على العرش الإنجليزي؛ واندلع القتال في غضون بضع سنوات، ما أدى في النهاية إلى إعلان التمرد الكامل ضد الملك ستيفن، بعد أن استعادت ماتيلدا العرش الإنجليزي. بحلول عام 1138، تصاعد الخلاف إلى حرب أهلية عُرفت باسم الحرب اللاسلطوية. تم طرد الإمبراطورة ماتيلدا لاحقًا من قصر وستمنستر على يد سكان لندن المتمردين الذين «احتشدوا مثل الدبابير الغاضبة» في لندن، بينما اقتربت زوجة ستيفن - المسماة أيضًا الملكة ماتيلدا - من ساوثوارك من كنت. هربت الإمبراطورة ماتيلدا - «في حالة صحية جيدة» مثلما أفاد جيمس ديوكسون ماكينزي- في عام 1141 إلى أكسفورد وجعلت من المدينة مقرًا لها وأنشات فيها دارًا لسك العملة. قبل طردها من قصر وستمنستر، حققت الإمبراطورة بعض المكاسب السياسية وذلك بعد أن أسرت الملك ستيفن وتم الاعتراف بها على أنها «سيدة الإنجليز». على الرغم من أن الفرق الكبير بين ثروة ماتيلدا والملك ستيفن، إلا أن جيوش كل منهما تراوح حجمها بين 5000 و 7000 رجل.